# 自由秩序原理
《自由秩序原理》（英語：The Constitution of Liberty），又常被译作《自由宪章》，是一部由奥地利经济学派名经济学家、1974年诺贝尔经济学奖得主弗里德里希·哈耶克撰写的政治、经济、哲学著作，系西方自由主义思潮的经典之作，其于1960年经由芝加哥大学出版社首次公开出版，该部作品系统阐述了自由的基本原理，作者认为这些原则是个人和社会财富以及经济增长的先决条件而不是相反。此书还包括后记，标题为《我为什么不是一个保守主义者》？《自由秩序原理》被保守主义旗舰杂志《国家评论》评选为“20世纪最好的100本非小说书籍中名列第九”。

《自由秩序原理》在英国保守党的推崇之下受到了学术界以及政治界高度关注，在1975年的一次保守党的会议上，新晋保守党党魁撒切尔夫人举起哈耶克的《自由秩序原理》，大力地将其拍在桌子上，并斩钉截铁地说：“这本书才是我们应该信仰的”。这一幕被英国主流传记作家认为是新自由主义重归历史舞台的重要时刻，撒切尔夫人也和罗纳德·里根一起成为推动新自由主义风靡西方世界的“两大鼓手”，两人合力改写了世界经济和政治格局。

## 出版版本
- 1960. 《自由秩序原理》，芝加哥大学出版社 ，ISBN 0226320847
- 台湾自由主义经济学者周德伟将其译作《自由的宪章》，中国大陆到20世纪90代末期才有中文译本，知名学者邓正来将其译作《自由秩序原理》，1997年12月第一版经由三联书店出版，分上下两册，1999年2月，杨玉生、冯兴元、陈茅等将其译作《自由宪章》，第一版经由中国社会科学出版社出版[3].
- 2011. 《自由秩序原理》（最终版），罗纳德·汉默威编，《哈耶克全集》，芝加哥大学出版社。

## 作品目录

### 第一部分：自由的价值
- 1.自由的定义
- 2.自由文明的创造力
- 3.进步的常识
- 4.自由、理性和传统
- 5.责任与自由
- 6.平等、值与品行
- 7.多数统治
- 8.雇佣与独立

### 第二部分：自由与法律
- 9.强制与国家
- 10.法律、命令与秩序
- 11.法治的渊源
- 12.美国的贡献：宪政
- 13.自由主义与行政：“法治国”
- 14.个人自由的保障
- 15.经济政策与法治
- 16.法治的衰微

### 第三部分：福利国家中的自由
- 17.社会主义的衰落与福利国家的兴起
- 18.工会与就业
- 19.社会保障
- 20.税制与再分配
- 21.货币框架
- 22.住房与城镇规划
- 23.农业与自然资源
- 24.教育与研究